# Micropoecila
Micropoecila is een geslacht van kevers uit de familie bladsprietkevers (Scarabaeidae). Het geslacht werd voor het eerst wetenschappelijk beschreven in 1880 door Kraatz.

## Soorten
- Micropoecila cincta (Gory & Percheron, 1833)